# Лукич, Зоран
Зо́ран Лу́кич (серб. Зоран Лукић; род. 7 сентября 1971, Белград, СФРЮ) — сербский баскетбольный тренер. В настоящее время — главный тренер баскетбольной мужской сборной России.

## Карьера
Занимается баскетболом с 10 лет. По завершении в 1994 году карьеры игрока стал тренером. Сначала тренировал в Сербии баскетбольные клубы «Атлас» и белградский «Беопетроль», затем некоторое время работал тренером мужской сборной Индии.
В августе 2006 года по приглашению Сергея Панова приехал в Россию, возглавив сборную России (до 16 лет) и юношескую команду ЦСКА.

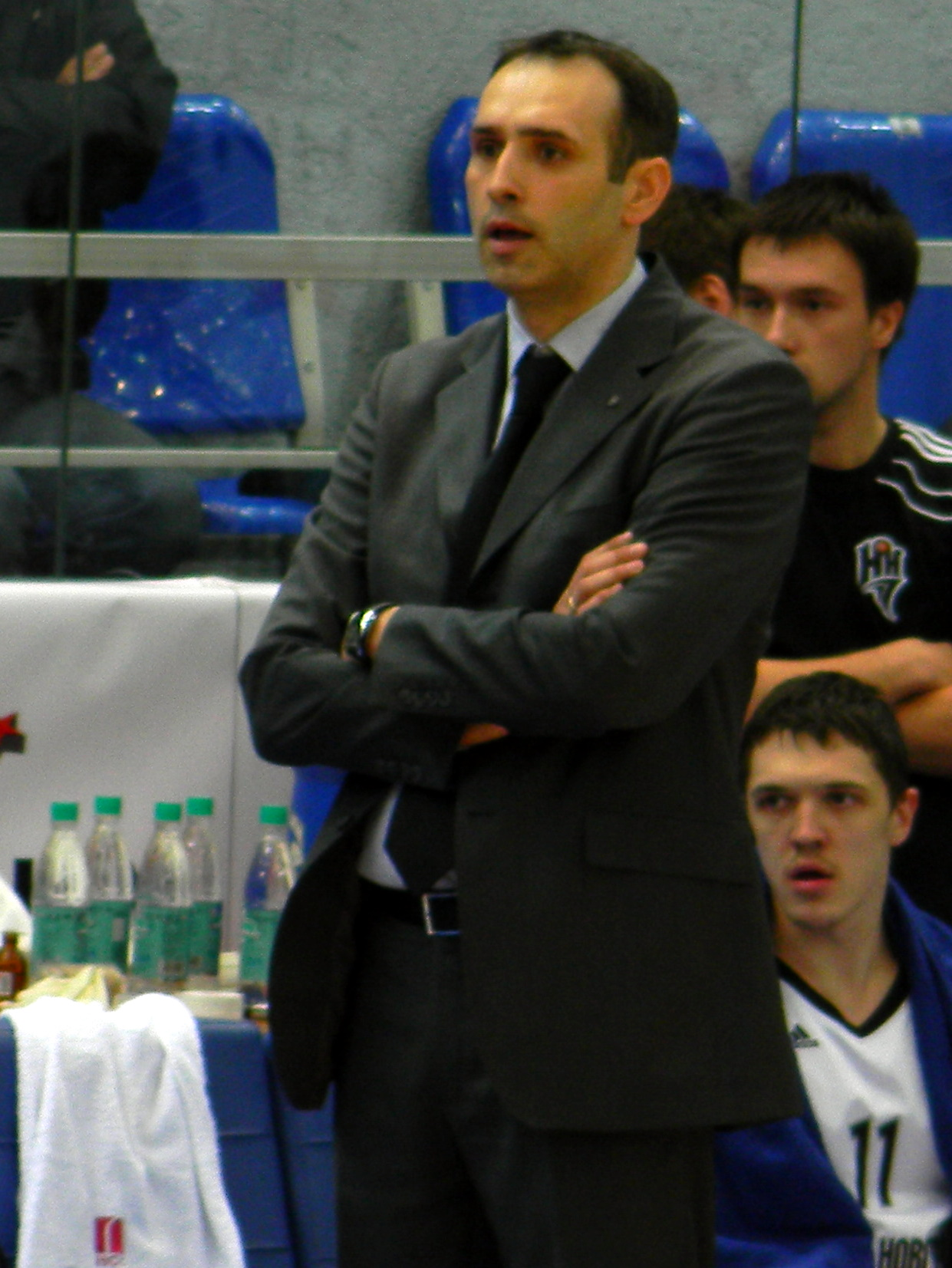
Во главе тренерского штаба «Нижнего Новгорода» (2011)

В сентябре 2008 года Лукич становится главным тренером баскетбольного клуба «Нижний Новгород», генеральным менеджером которого был назначен Сергей Панов.
Добился с «Нижним Новгородом» заметных успехов: уже по результатам второго сезона команда победила в Суперлиге Б и завоевала право участвовать в высшем дивизионе российского баскетбола, где в дебютном же сезоне завоевала пятое место. Также в сезоне 2010/11 нижегородцы стали серебряными призёрами Кубка России. Специалисты отмечали дисциплинированность команды, связываемую с умелым управлением командой Лукичем. По результатам сезона Лукич был признан лучшим тренером лиги.
Сразу после окончания сезона Лукич продлил свой контракт с клубом на два года.
30 июня 2014 года Зоран Лукич по обоюдному согласию расторг свой контракт с БК «Нижний Новгород».
В июле 2014 года возглавил «Банвит», но в феврале 2015 года покинул турецкий клуб.
В марте 2017 года вернулся в «Нижний Новгород», но уже в должности спортивного директора.
В мае 2017 года возглавил БК «Нижний Новгород».
В сезоне 2022/2023 «Нижний Новгород» под руководством Лукича стал победителем Кубка России.
В мае 2023 года Лукич заключил новый 2-летний контракт с «Нижним Новгородом».
В сезоне 2023/2024 Лукич стал серебряным призёром Кубка России.
30 марта 2024 года Лукич установил рекорд Единой лиги ВТБ по матчам во главе одной команды. После матча против МБА (70:77) Зоран опередил Димитриса Итудиса (263 игры в ЦСКА).
16 февраля 2025 года Лукич был включён в «Зал славы Единой лиги ВТБ».

## Достижения
- Серебряный призёр Единой лиги ВТБ: 2013/2014
- Серебряный призёр чемпионата России: 2013/2014
- Чемпион Суперлиги Б: 2009/2010
- Обладатель Кубка России: 2022/2023
- Серебряный призёр Кубка России (4): 2010/2011, 2017/2018, 2018/2019, 2023/2024